# Soosan Firooz
Soosan Firooz (ou Susan Feroz) est une actrice et rappeuse Afghane. Elle a été décrite comme la première rappeuse d'Afghanistan,. Artiste controversée, elle revendique sa remise en cause des normes de la société, et plus particulièrement du rôle traditionnel de la femme afghane.

## Biographie
Soosan Firooz est née en Afghanistan. Sa famille a fui le pays et a vécu dans un camp de réfugiés iranien pendant sept ans, au moment de la guerre civile afghane, dans les années 1990. En Iran, elle est en butte à l'hostilité des Iraniens et ne peut aller à l'école. Réfugiée avec sa famille, elle passe ensuite trois ans au Pakistan,.
Après la chute des Talibans, elle retourne avec sa famille en Afghanistan. Ils déménagent à Kandahar, en 2003, après que son père y a trouvé un emploi. Elle travaille aux côtés de ses frères et sœurs dans le tissage de tapis. La famille s'installe à Kaboul en 2011 et elle devient actrice, en commençant sa carrière par de petits rôles à la télévision locale dans des Soap opera et des films.
Soosan Firooz demande et reçoit l'autorisation de son père, Abdul Ghafar Firooz, pour pouvoir faire du rap. Elle a attiré l'attention du musicien afghan Farid Rastagar, qui a fait la promotion de l'artiste, mais aussi composé son premier single. Soosan Firooz rappe en Dari, l'une des langues de son pays natal. Son premier single, Our Neighbors, est sorti en 2012. La chanson traite de la situation des réfugiés afghans, de manière militante, et a été composée par Farid Rastagar, et écrite par le poète Suhrab Sirat. Sa chanson Naqisul Aql, signifiant littéralement troubles mentaux, traite de la place des femmes en Afghanistan, le titre étant en outre une injure utilisée pour qualifier ces dernières.
Elle vit avec sa famille dans le nord de Kaboul. Elle a été menacée au cours de sa carrière d'attaques à l'acide, d'enlèvement, et de mort. Sa mère, qui travaille dans l'humanitaire au sud de l'Afghanistan, a également reçu des menaces de mort. Son père a abandonné son travail d'électricien, et assure un rôle de manager et de garde du corps, l'accompagnant en studio . Son oncle a coupé ses relations avec sa famille, désapprouvant les apparitions télévisées et la carrière musicale de sa nièce.
En octobre 2012, alors âgée de 23 ans, elle chante dans un festival de musique de trois jours, à Kaboul.